# MickDeth
Mick Richard Morris, (9 de marzo de 1978 - 2 de junio de 2013) más conocido como MickDeth, fue un bajista y guitarrista estadounidense. Él fue parte de las bandas Bleeding Through, Eighteen Visions, Clear y Misfits, Die Die My Darling.
El 3 de junio de 2013, Morris murió mientras dormía debido a una afección cardíaca preexistente. Durante esos días había estado entrando y saliendo del hospital constantemente, pero finalmente fue dado de alta, según excompañeros de trabajo. Le sobreviven su expareja Ashley Jade Thewlis, quien también es la madre de su hijo Jude Ashton Morris y su familia.